# والتر إل. مورغان
والتر إل. مورغان (بالإنجليزية: Walter L. Morgan)‏ هو شخصية أعمال أمريكي، ولد في 23 يوليو 1898، وتوفي في 2 سبتمبر 1998.